# Ettlinger Tor

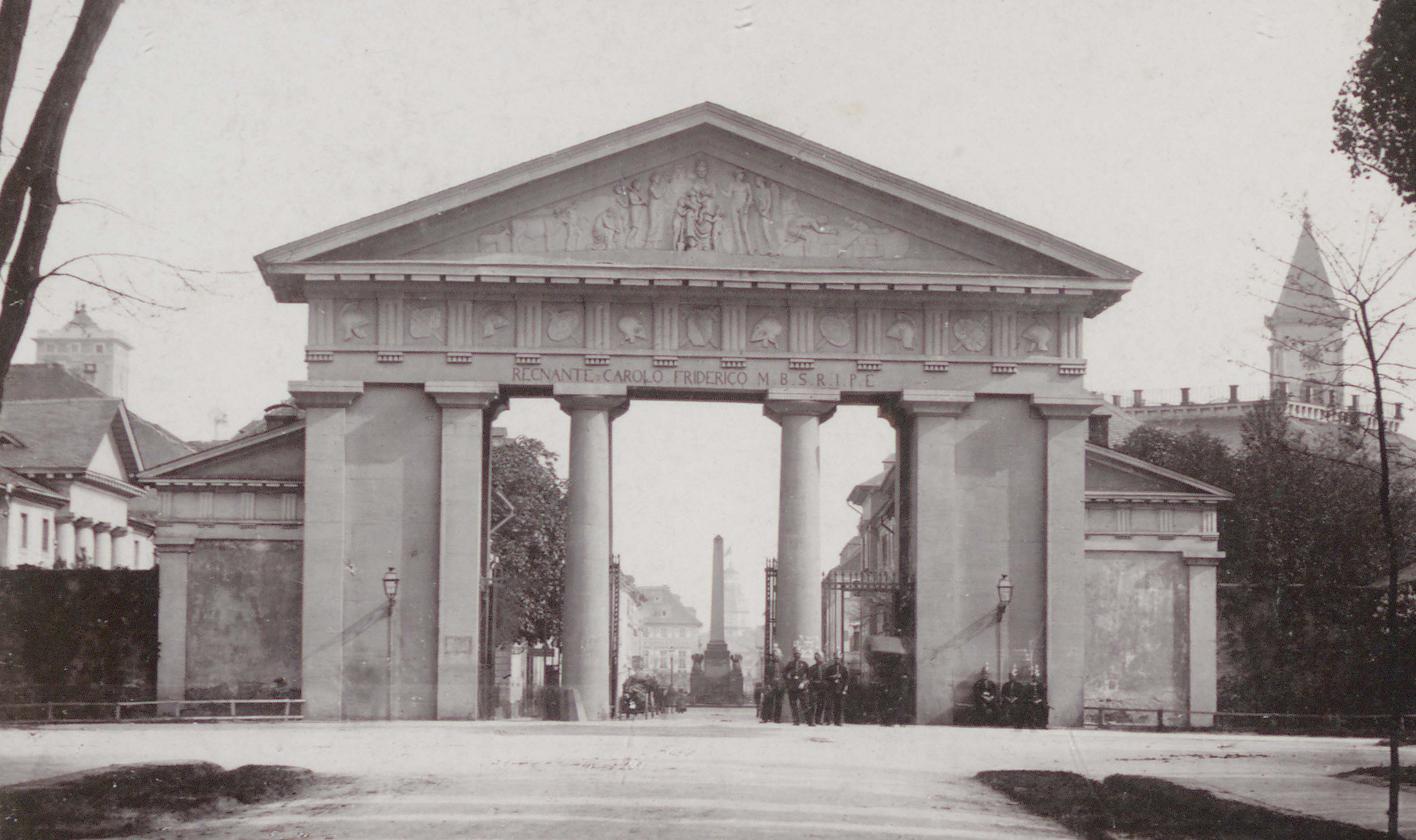
Das Ettlinger Tor von Süden

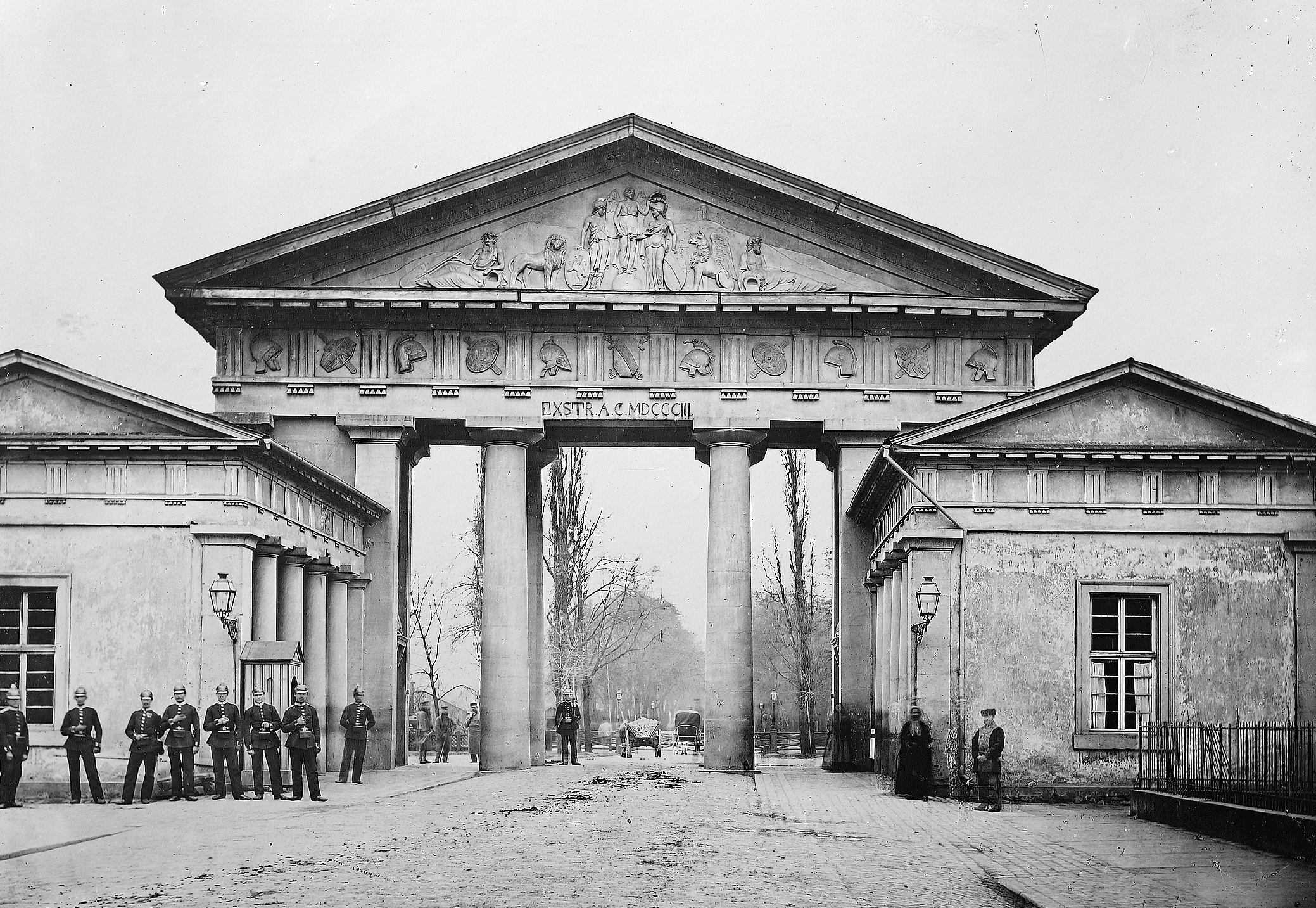
Ettlinger Tor, Stadtseite (1870)

Das Ettlinger Tor war eines von ehemals sechs Stadttoren von Karlsruhe. Gebaut wurde dieses Tor 1803 nach Entwürfen des Architekten Friedrich Weinbrenner, 1872 wurde es abgebrochen.

## Geschichte
Das Tor wurde 1803 vom damaligen Markgrafen Karl Friedrich von Baden in Auftrag gegeben, um an den Erwerb pfälzischer Gebiete im Reichsdeputationshauptschluss zu erinnern und die Rangerhöhung des Markgrafen zum Kurfürsten zu feiern.
Das Ettlinger Tor wurde in seiner äußeren Gestaltung dem Eingangsbereich eines griechischen Tempels nachempfunden. Die Säulen des Stadttores wurden dabei im dorischen Stil erbaut. Zu beiden Seiten des Tores befand sich je ein Wachhäuschen für die Torwachen. Das Ettlinger Tor bildete zu diesem Zeitpunkt das Ende der Via Triumphalis, der zentralen Prachtstraße der Stadt, welche vom Karlsruher Schloss bis zum Ettlinger Tor reichte.
Im Jahr 1872 wurde das Ettlinger Tor abgebrochen, da sein Zustand marode war und sich eine Restaurierung nicht mehr rechnete. Zudem wurde der Platz um das Ettlinger Tor herum erweitert. Am Ettlinger Tor befinden sich heute unter anderem das Badische Staatstheater und das ECE-Einkaufszentrum.
Von 1998 bis 2011 stand am Ettlinger-Tor-Platz die gleichnamige Skulptur des Bildhauers Andreas Helmling. Diese wurde im Zuge der Untertunnelung (siehe Kombilösung) der Karl-Friedrich-Straße abgebaut und an der Südtangente im Kleeblatt der Anschlussstelle 3 (Ettlinger Allee) wieder aufgebaut. Die Skulptur empfand das ursprüngliche Aussehen des Tores nach.

## Sonstiges
In Karlsruhe standen in der Vergangenheit insgesamt sechs verschiedene Stadttore. Außer dem Ettlinger Tor waren dies das Durlacher Tor, das Linkenheimer Tor, das Rüppurrer Tor, das Karlstor und das Mühlburger Tor. Die ehemaligen Stadttore von Karlsruhe sind heute noch in verschiedener Hinsicht in Gebrauch. So gibt es in Karlsruhe mehrere Straßenbahnhaltestellen, die die Namen der Tore in ihrer Bezeichnung haben.